# Björn Holmgren (läkare)
Björn Fritiof Waldemar Holmgren, född 3 maj 1901 i Stockholm, död 5 september 1971, var en svensk läkare. Han var son till Björn Frithiofsson Holmgren och far till Anne Wigert.
Holmgren blev medicine licentiat 1928, innehade olika förordnanden 1929–40, var biträdande lärare och tidvis tf. professor i obstetrik och gynekologi i Lund 1938–40, överläkare och direktör för barnbördshuset Pro Patria i Stockholm 1940–51, läkare vid kvinnopolikliniken på Serafimerlasarettet 1954–57, föreståndare för Stockholms stads mödravårdscentral i Årsta 1955–58, i Vällingby från 1956 och praktiserande läkare från 1940. 
Holmgren tjänstgjorde vid Medicinalstyrelsen 1952–56, erhöll marinläkarstipendium 1927, blev marinläkare av andra graden 1930, av första graden 1934, förste marinläkare 1943, var sekreterare i Svenska militärläkarföreningen 1935–46, representant för Sverige i Nordiska mililtärmedicinska föreningens styrelse 1937–57, styrelseledamot i Svenska Jästfabriks AB från 1955, AB Fannyudde från 1955, Svenska flottans reservofficersförbund från 1952 samt innehade diverse uppdrag inom stockholmshögern. Han författade skrifter i anatomi, kirurgi, obstetrik, gynekologi och militärmedicin.